# Warcraft: A Trilogia da Fonte do Sol
Warcraft: A Trilogia da Fonte do Sol é uma coleção de três volumes de manhwa, escrito por Richard A. Knaak, ilustrado por Jae-Hwan Kim e publicado pela Tokyopop. A série é baseada no universo de Warcraft, da Blizzard Entertainment.
No Brasil, a série foi publicada pela Conrad Editora.

## Título dos volumes
- Temporada de Caça
- Sombras de Gelo
- Terras Fantasmas

## Sinopse
A história narra as aventuras de Kalec, um dragão azul que assume a forma humana para tentar encontrar uma misteriosa fonte de poder. Em sua jornada, ele recebe ajuda de Anveena, uma garota com um estranho segredo.